# Орфей (вокальний ансамбль)
«Орфе́й»  (англ. «Orpheus») — ансамбль, чоловічий вокальний октет. Заснований восени 2000 року в місті Львові.

## Склад
Членами колективу є:
- Кончаківський Любомир — тенор, (Заслужений артист України);
- Садецький Олег — тенор, (Заслужений артист України);
- Федорів Роман — тенор, (Заслужений артист України);
- Кукуруза Петро — тенор (Заслужений артист України);
- Петрик Петро — баритон, (Заслужений артист України);
- Хавунка Андрій — баритон, (Народний артист України);
- Пігура Семен — бас, (Заслужений артист України);
- Сухий Вадим — бас, (Заслужений артист України).

## Історія

### 2001-2002 роки
Концертна діяльність гурту розпочалась у Львові у 2001 році. В той же час колектив брав участь у святковому концерті присвяченому приїзду до Львова Папи Римського Івана Павла II з Ватикану, а перший міжнародний успіх прийшов в червні 2002 року після успішного виступу на міжнародному фестивалі духовної музики у місті Ковентрі (Велика Британія). В серпні та вересні цього ж року октет брав участь в XXV фольклорному фестивалі у місті Венгожево (Польща) та в X ярмарці фольклору у місті Калінінград (Росія).

### 2003-2023 роки
Завдяки цим успішним виступам колективу подальша концертна діяльність ансамблю «Орфей» стає найбільш активною та цікавою: група дає багато концертів у Франції, де користується великим успіхом, також бере участь в багатьох міжнародних фестивалях у Франції, Швейцарії та Великої Британії, багато концертує в Італії та в різдвяний період у Нідерландах, де бере участь у великих концертних проєктах Christmas Proms разом з нідерландським оркестром, хором та іншими солістами, а також має чудову можливість виступати у найбільших та найпрестижніших концертних залах Нідерландів таких як: Concertgebouw (Амстердам), World Forum [Архівовано 9 серпня 2018 у Wayback Machine.] (Гаага), De Doelen [Архівовано 21 серпня 2018 у Wayback Machine.] (Роттердам), зокрема брала участь у таких концертах або фестивалях:
- Березень 2005 року ‒ Міжнародний фестиваль духовної музики в місті Лурд;
- Червень 2005 року ‒ Міжнародний фестиваль духовної музики в місті Берн та місті Честер;
- Вересень 2005 року ‒ телевізійний фестиваль української пісні та музики "Горицвіт", (переміг у номінації "Вокальний гурт") місті Львів;
- Квітень 2006 року ‒ участь у поминальній панахиді жертвам Чорнобиля, яку відправив у Римі кардинал Любомир Гузар;
- Червень 2006 року ‒ Міжнародний фестиваль духовної музики в місті Честер;
- Жовтень 2006 року ‒ VI Фестиваль Української духовної пісні в місті Гіжицько;
- «Орфей» у 2004 році (Concertgebouw, AMSTERDAM).

«Орфей» у 2004 році (Concertgebouw, AMSTERDAM).

- У 2006 році ‒ "Орфей" організовує два благочинних концерти у Львові, кошти з яких були передані на потреби дітей, хворих на лейкемію та дітей реабілітаційного центру "Джерело";
- Червень 2007 року ‒ Міжнародний фестиваль духовної музики в місті Берн;
- 27 жовтня 2007 року ‒ організовує концертний проєкт "Осіння Рапсодія", який відбувся у Львові за участі октету "Орфей", оркестру театру ім. М. Заньковецької та Павла Табакова;
- Січень 2008 року ‒ бере участь у новорічному проєкті "Щедрий вечір" у Народному домі в місті Київ, на запрошення Міністерства культури і туризму України;
- 10 березня 2008 року ‒ організовує благочинний концерт-вечір пам'яті Тараса Шевченка "Ох, не однаково мені", де виконувались нові твори на слова поета та відбувся збір коштів для гематологічного відділення дитячої лікарні;
- 11 березня 2008 року ‒ "Орфей" брере участь у великому концертному проєкті "Ми діти твої, Україно", організованому Київським національним університетом культури і мистецтв України, що відбувся у Національному палаці "Україна" місті Київ;
- Січень 2009 року ‒ організовує благочинний концерт для збору коштів для гематологічного відділення дитячої лікарні міста Львів (для дітей хворих на лейкемію);
- 24 лютого 2009 року ‒ участь у творчому вечорі київського композитора Олександра Саратського у Національній філармонії України де прозвучали нові твори композитора в етно-джазовому стилі;
- У 2009 році ‒ бере участь в урочистій академії з нагоди 370-річчя з дня народження гетьмана Івана Мазепи та 130-річчя Симона Петлюри в Києві;
- Червень 2009 року ‒ 25-й ювілейний фестиваль духовної музики в місті Рим, виступав з сольним концертом у Пантеоні (в рамках фестивалю) та участь в аудієнції з Папою Римським Бенедиктом XVI;
- 25 грудня 2009 року ‒ відвідує реабілітаційний центр "Джерело";
- Січень-квітень 2010 року ‒ колектив бере участь у телешоу "Україна має талант - 2" і входить в 50-ку кращих півфіналістів проєкту;
- 16 січня 2010 року ‒ участь у Всеукраїнському козацькому мистецькому заході «Будь вільним!» за участі Президента України Віктора Ющенка в місті Київ;
- 22 січня 2010 року ‒ колектив взяв участь у відкритті меморіальної дошки, присвяченої відомій американській співачці українського походження Квітці Цісик місті Львів;
- У 2010 році ‒ група бере участь в талант-шоу "Україна має талант".
- 12 вересня 2010 року ‒ участь у фестивалі «Лента за лентою» ;
- 5 листопада 2010 року ‒ гурт відзначив свій 10-річний ювілей двома гучними концертами з новою шоу-програмою "Історія Музики" у Львівському Національному Академічному театрі опери та балету ім. Соломії Крушельницької;
- 28 липня 2011 року – концерт ансамблю "Орфей" у Києві на території Михайлівського Золотоверхого монастиря з нагоди дня хрещення Київської Русі;
- 22 серпня 2011 року – концерт з нагоди Дня Незалежності України у місті Львів;
- 24 серпня 2011 року – Львів, пл. Ринок (святковий концерт до Дня Незалежності України);
- 09 вересня 2011 року – місто Житомир, (Житомирський обласний український музично-драматичний театр імені Івана Кочерги) концерт гурту «Орфей» з нагоди святкування дня міста Житомира (1127-а річниця);
- 16 вересня 2011 року – місто Тернопіль, (Тернопільський академічний обласний драматичний театр ім. Тараса Григоровича Шевченка) концерт гурту "Орфей" взяв участь у святковому концерті присвяченому 20-річчю каналу TV-4;
- 16-17 вересня 2011 року ‒ у селі Зарваниця «Орфей» взяв участь у святковому концерті та супроводжував Архиєрейську літургію на III Всеукраїнській прощі силових структур України;
- 9 вересня 2012 року ‒ участь у Міжнародному фестивалі Кордон 480 GRANICA (смт. Нижанковичі);
- 13 вересня 2012 року – участь в урочистій Патріаршій Божественній Літургії (за участю Патріарха Філарета) у каплиці Покладення пояса Пресвятої Богородиці на цілющому джерелі присілка Заглиної (селоМонастирок).
- 10-21 грудня 2012 року ‒ різдвяні концерти колективу у Нідерландах;
- 15 січня 2013 року – фестиваль «Українське Різдво» у місті Львів;
- 18-20 січня 2013 року на запрошення «Українського культурного центру» міста Сургут октет «Орфей» взяв участь у «Різдвяних вечорницях»;
- 26 лютого 2013 року ‒ участь у творчому вечорі поетеси Анни Канич;
- 5 березня 2013 року ‒ сольний проєкт октету «Орфей» та джазового піаніста, композитора Олександра Саратського «Свінгуємо разом» (Колонний зал Національної філармонії України);
- 9 березня 2013 року ‒ участь в урочистому концерті з нагоди 199-ї річниці від дня народження Тараса Шевченка (Львівський Національний Академічний театр опери та балету ім. Соломії Крушельницької);
- 21 червня 2013 року – концертний проєкт «Свінгуємо разом» у Львівській філармонії;
- Вересень 2013 року – концертне турне у Швейцарію та Францію, участь у ювілейній виставці Foire de Minees у Challans [Архівовано 21 серпня 2018 у Wayback Machine.];
- 5 жовтня 2013 року – виступ на творчому виступі Богдана Стельмаха;
- 3 листопада 2013 року – участь у ювілейному з’їзді молоді «Українська молодь – Христові»;
- Листопад-грудень 2013 року – виступи у Польщі (святкування хору «Камертон» [Архівовано 21 серпня 2018 у Wayback Machine.] та концертні гастролі у Франції та Нідерландах);
- 26 грудня 2013 року – виступ на Євромайдані у Києві на підтримку Революції Гідності;
- Квітень-липень 2014 року – турне колективу у Франції та Швейцарії;
- 30 червня 2014 року – концерт до Дня Конституції України у місті Львів;
- 14 жовтня 2014 року — виступ у сольному проєкті Ніни Матвієнко;
- 17 грудня 2014 року – благочинний виступ на потреби АТО в культурному центрі Посольства України у Парижі;
- грудень 2014 року ‒ різдвяне турне колективу у Франції, Нідерландах та Німеччині;
- 20 грудня 2014 року – концертний проєкт "The Promise of Christmas" у Нідерландах;
- 13 січня 2015 року – участь у сольному проєкті Оксани Мухи;
- 16-17 січня 2015 року – концертна програма «Бог ся рождає» з культурно-мистецьким центром «Веселі черевички» (Львівський Національний Академічний театр опери та балету ім. Соломії Крушельницької);
- 19 січня 2015 року ‒ «Орфей» взяв участь в екуменічному освяченні води на пл. Ринок у Львові;

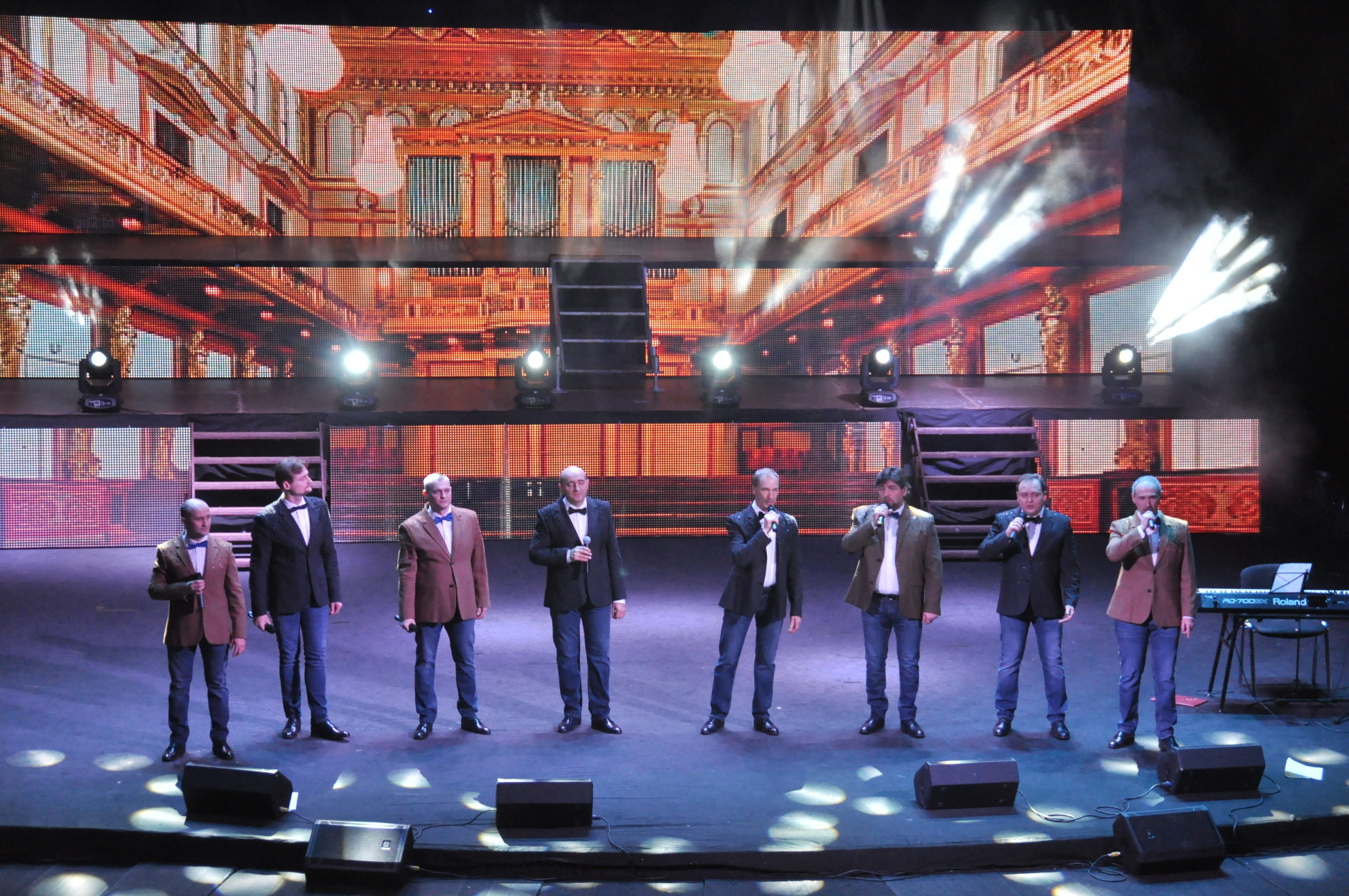
"Різдво у Львові" - січень, 2018 р.

- 10 лютого 2015 року – концерт пам’яті Квітки Цісик."Різдво у Львові" - січень, 2018 р.12 січня 2018 р. концертний проєкт "Різдво у Львові"
- 25 травня 2018 р. - Арт-клуб "Віденська тераса", концертна програма "Вокальний експрес";
- липень 2018 р. - участь у зйомках романтичної комедії "Дзідзьо Перший Раз";
- 20-21 вересня 2018 р. - Чехія, участь у Svatováclavský hudební festival;
- 12 листопада 2018 р. концертний проєкт "Гімн любові"
- 2 грудня 2018 р. - Festival des Musicales à Nîmes (Grand Temple de Nîmes);
- 9 січня 2019 р. – «Різдвяні фантазії» (театр ім. М. Заньковецької);
- січень 2019 р. – виступ на урочистій академії присвяченій 100-річчю соборності України (Львівська опера);
- 7 січня 2021 р. – «Благодійна Коляда від октету «Орфей» (Гарнізонний храм свв. апп. Петра і Павла);
- «Гордість Львівщини 2019» в національному рейтингу «100 чоловіків Львівщини»;
- 12 вересня 2021 р. – ювілейний концерт до 21-річчя колективу «Орфей-21» (Митрополичі сади);
- 21 вересня 2021 р. – концерт октету «Орфей» в дерев’яному храмі с. Вовків (Львівська обл.) в рамках проєкту «Транскордонна стежка дерев’яної архітектури – це шанс зберегти унікальну спадщину польсько-української прикордонної культурної спадщини»;
- лютий 2022 р. лише за останні кілька років октет «Орфей» мав концертні турне у Франції, Нідерландах, Німеччині, Чехії, Швейцарії, а з початку повномасштабної збройної агресії проти України неодноразово брав участь у концертах для збору коштів для гуманітарної допомоги потребуючим та ЗСУ в Україні та за кордоном;
- червень 2022 р. - концертне турне (Швейцарія);
- бере участь в телемарафоні "Разом до перемоги" присвячений 31-й річниці Незалежності України разом із https://suspilne.media/
- листопад - грудень 2022 р. - концертне турне у Франції та Нідерландах;
- 14 грудня 2022 р. - Різдвяний концерт в College de Bernardins (Париж, Франція);
- квітень - травень 2023 - концерти у Франції з мистецьким центром "Веселі Черевички";
- 26 травня 2023 р. - виступ на музичному фестивалі Festival de Montfaucon (Besançon, Франція);
- червень 2023 р. - концертне турне (Швейцарія);
- червень 2023 та 2024 рр. - концертні турне колективу у Швейцарії, грудень 2024 - різдвяні концерти у Нідерландах, листопад 2023 р., та квітень 2024 р., концертні турне у Францію, організовані благочинною ассоціацією "Les Joyeux Petits Souliers".

## Нагороди та подяки
- 2 липня 2010 року – за заслуги з відродження духовності в Україні та утвердження Помісної Української Православної Церкви учасники колективу були персонально нагороджені Орденами Святого Миколая Чудотворця;
- 2010 рік – за плідну працю, високий професіоналізм, вагомий особистий внесок у підготовку та проведення Творчого звіту Львівської області у рамках Фестивалю Мистецтв України члени колективу персонально нагороджені Подяками від голови облдержадміністрації;
- 2010 рік – Подяка голови облдержадміністрації за високий професіоналізм, багаторічну плідну працю, вагомий особистий внесок у розвиток музичного мистецтва та з нагоди 10-річчя створення колективу;
- 2011 рік, місто Львів – колектив нагороджений дипломом-подякою за участь у проведенні благодійної акції «Різдвяна свічка сяє» спрямованої для дітей з особливими потребами, вихованців навчально-реабілітаційного центру «Джерело» благодійним фондом Гері Боумена;
- 6 березня 2012 року – за талановитість, майстерність та сприяння у формуванні високих художніх смаків особового складу Західного регіонального управління Державної прикордонної служби України учасники групи «Орфей» персонально нагороджені грамотами;
- 2012 рік – група «Орфей» нагороджена Грамотою Міжнародної громадської організації «Культурно-дослідницький центр України та Китаю «Ланьхва» [Архівовано 11 січня 2019 у Wayback Machine.] за важливий внесок у розвиток українсько-китайських стосунків та зміцненню дружби між народами України та Китаю та допомогу у проведенні святкової академії з нагоди 20 річниці встановлення дипломатичних відносин між Україною та КНР.
- травень, 2019 р. - Указом Президента України П. Порошенка всі учасники октету "Орфей" представлені до високої державної нагороди і отримали звання "Заслужений артист України", Андрій Хавунка отримав звання "Народний артист України".
- 10 січня 2020 р. Митрополитом Київським і Всієї України Епіфанієм октет "ОРФЕЙ" нагороджений орденом святого Миколая Чудотворця, за відродження духовності України, відданість ідеалам добра та значний внесок у суспільне благо.

## Жанри
Група випробовує свої можливості в різних виконавських стилях, проте головною сферою діяльності ансамблю є акапельний спів. В репертуарі — українська та світова духовна музика, літургія східного обряду, українські народні та популярні пісні, а також цікаві зразки світової музики а капела. «Орфей» також виконує нові пісні, написані або аранжовані самими ж співаками групи.

## Дискографія
За двадцять років активної концертної діяльності у творчому доробку колективу з'явились сім аудіоальбомів та три відео-диски:
- "Українська Духовна та Різдвяна музика" (2002);
- "Популярні українські пісні" (2003);
- "The Lion Sleeps Tonight" (2004);
- "Лента за Лентою" (2010);
- «Свінгуємо разом» (2013);
- "Тебе, Бога, хвалим"(2016);
- «Гімн любові» (2021);
- "Пісні від серця" (2007) (ориг. "Songs from the heart") - музичний ДВД-фільм;
- "Ювілейний концерт - 10 років " (2011, ДВД);
- "Різдво у Львові" – (2018, ДВД, концерт).

Два CD диски та DVD-фільм були випущені нідерландською студією звукозапису Mirasound [Архівовано 21 серпня 2018 у Wayback Machine.].